# Laura Mvula
Laura Mvula, född Douglas 23 april 1986 i Birmingham, är en brittisk singer-songwriter. Hennes debutalbum Sing to the Moon producerades av Steve Brown och släpptes 4 mars 2013.
Mvula har studerat komposition vid universitetet där hon träffade sin man, Themba, som är barytonsångare. Innan hon slog igenom arbetade hon som pianolärare och som receptionist vid The City Of Birmingham Symphony Orchestra. I november 2013 gav hon ut EP:n She. Hon fick sedan mycket uppmärksamhet när BBC nominerade henne till sin Sound of 2013-omröstning där hon slutade på fjärde plats.
2013 nominerades hennes debutalbum till prestigefulla Mercury Music Prize.

## Diskografi
- 2013 – Sing to the Moon
- 2016 – The Dreaming Room